# Littérature guadeloupéenne
La littérature écrite par des Guadeloupéens (<400 000 résidents environ en 2022) fait partie des littératures francophones et créolophones. Elle appartient à la grande littérature antillaise.

## Genres et éditeurs
La Guadeloupe, que ce soit sa nature, sa société, son histoire, se retrouve dans de nombreux genres et styles littéraires comme :
- la poésie
  - Saint-John Perse (dont les poèmes Éloges et une partie de La Gloire des Rois constituent le « cycle antillais » de l'auteur)
  - Georges Cocks
  - Guy Tirolien
  - Max Rippon
  - Lémy Lémane Coco

- le roman
  - Maryse Condé
  - Georges Cocks
  - Simone Schwarz-Bart
  - Gisèle Pineau
  - Patrick Erouart-Siad
  - Lémy Lémane Coco

- les contes
  - Benjamin Moïse

- la nouvelle
  - Émeline Pierre
  - Georges Cocks

- le théâtre
  - Gerty Dambury
  - Frantz Succab
  - José Jernidier
  - Georges Cocks

Les principaux éditeurs guadeloupéens sont Ibis rouge éditions et les éditions Jasor.

## Auteurs
- Henri Jean-Louis Baghio’o (1874-1958)
- Jean-Louis Baghio'o (1910-1994)
- Dany Bébel-Gisler (1935-2003)
- Gilbert de Chambertrand (1890-1983)
- Lémy Lémane Coco (1951-)
- Maryse Condé (1937- 2024)
- Gerty Dambury (1957-)
- Dominique Deblaine (1955-)
- Alain Foix (1954-)
- Max Jeanne (1945-)
- Lucie Julia (1927-)
- Jean Juraver (1945-)
- Michèle Lacrosil (1911-2012)
- Dominique Lancastre (1970c-)
- Christine Lara
- Bernard Leclaire (1959-)
- Charles-Henri Maricel-Baltus (1954-)
- Daniel Maximin (1947-)
- Michèle Montantin (1943-)
- Paul Niger (1915-1962)
- Maxette Olsson (1950-2020)
- Ernest Pépin (1950-)
- Saint-John Perse (1887-1975)
- Gisèle Pineau (1956-)
- Marie-Noëlle Recoque (1950-)
- Max Rippon (1944-)
- Edmond Rousseau / Edmon Wouso
- Sonny Rupaire (1940-1991)
- Luc Saint-Éloy (1955-)
- André Schwarz-Bart (1928-2006)
- Simone Schwarz-Bart (1938-)
- Simone Sow (1947-)
- Sylviane Telchid (1941-2023)
- Guy Tirolien (1917-1988)
- Myriam Warner-Vieyra (1939-2017)

### Générations

#### avant 1900
- Xavier Eyma (1816-1876), journaliste, romancier
- Henri Jean-Louis Baghio'o (1874-1958) (Henri Jean-Louis (Jeune), HJL)[1], employé, avocat, poète, dramaturge, essayiste, L’Île bleue (1904), La Martinique poétique (1936), La Bible de la Santé ou le Dictionnaire de Médecine Créole (1949)...
- Saint-John Perse (1887-1975), poète, diplomate, prix Nobel 1960, Éloges (1911), Anabase (1924), Exil (1945), Amers (1948)
- Gilbert de Chambertrand (1890-1983), journaliste, poète, dramaturge

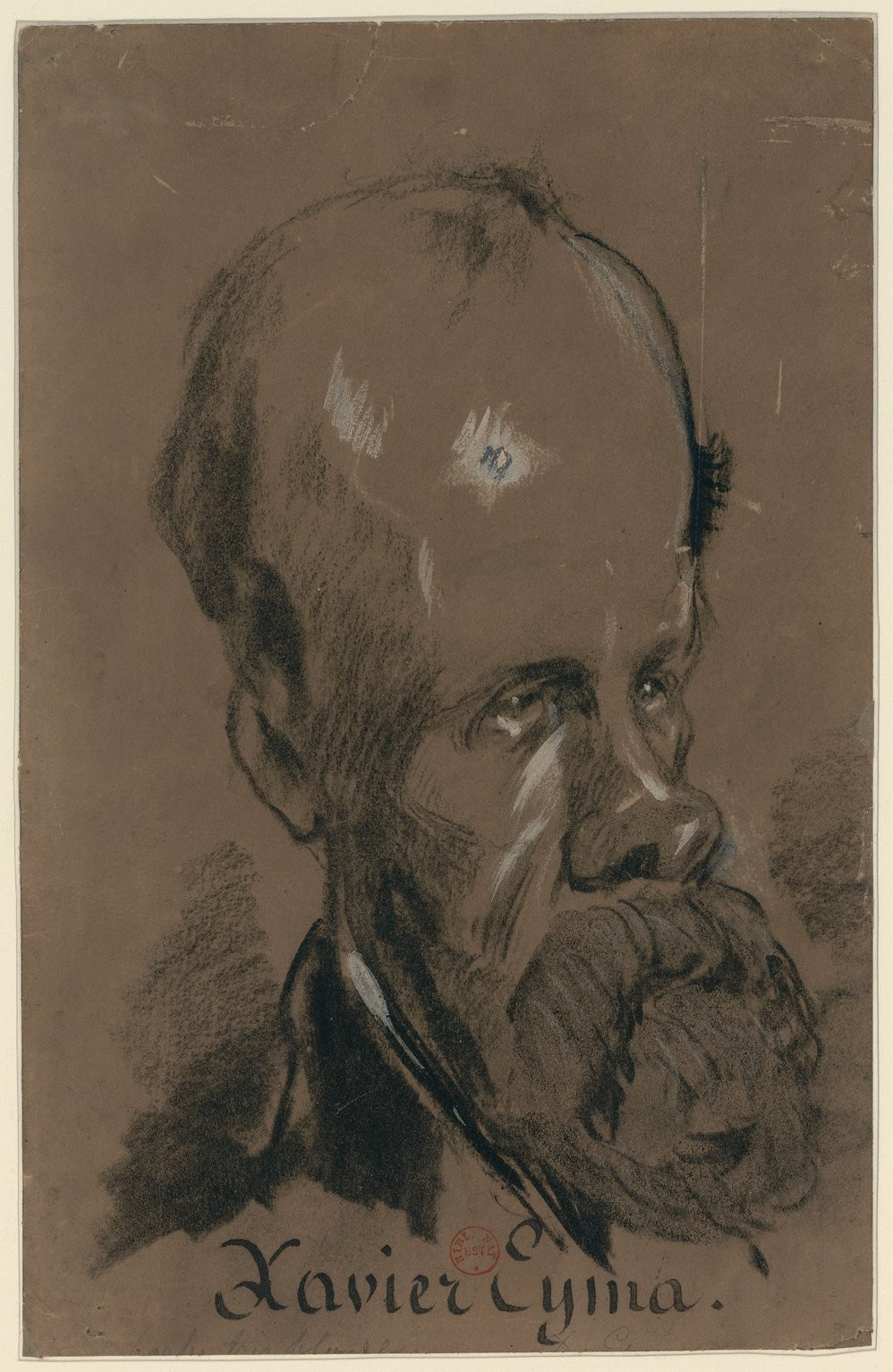
Xavier Eyma.
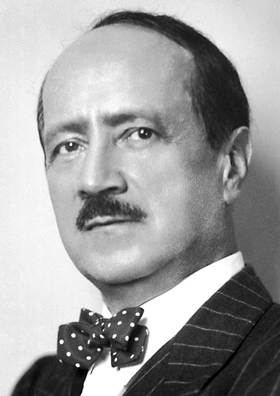
Alexis Léger, Saint-John Perse.
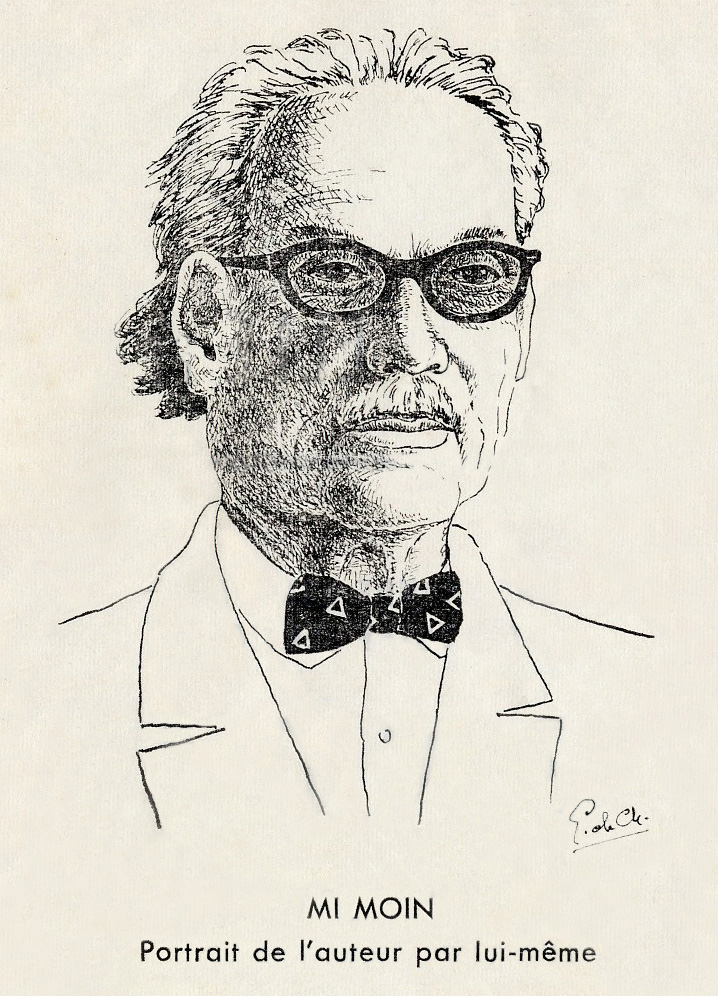
Gilbert de Chambertrand.

#### 1900
- Jean-Louis Baghio'o (1910-1994), poète, romancier, essayiste, L'Enfant du Barbare (1926), Issandre le Mulâtre (1949), Le flamboyant à fleurs bleues (1973)...
- Michèle Lacrosil (1911-2012), romancière, Sapotille et le serin d'argile (1960), Cajou (1961), Demain, Jab-Herma (1967)
- Paul Niger (1915-1962), avocat, poète, essayiste, romancier, Inititiation (1954), Les Puissants (1959)
- Guy Tirolien (1917-1988), nouvelliste, poète, Balles d'or (1961), Feuilles vivantes au matin (1977)
- Guy Cornély (1921-2005), parasitologue, érudit, poète
- Lucie Julia (Huguette Daninthe , 1927-)[2], romancière, poétesse, Prix littéraire des Caraïbes 1990 pour Mélodie des faubourgs
- André Schwarz-Bart (1928-2006), romancier, La Mulâtresse Solitude

#### 1930
- Dany Bébel-Gisler (1935-2003), sociologue, linguiste, nouvelliste
- Maryse Condé (1937-), romancière, Ségou (1984), Célanire cou-coupé (2000)
- Hector Poullet (1938-)[3]
- Simone Schwarz-Bart (1938-), romancière, Pluie et vent sur Télumée Miracle (1972)
- Myriam Warner-Vieyra (1939-2017), romancière, Le Quimboiseur l’avait dit… (1980), Juletane (1982), Femmes échouées…

#### 1940
- Sonny Rupaire (1940-1991), poète, Les Dameurs (1957), Cette igname brisée qu'est ma terre natale ou Gran parade ti cou-baton (1971)
- Sylviane Telchid (1941-), romancière, nouvelliste, dramaturge, lexicographe, Throvia de la Dominique (1996)…
- Ernest Moutoussamy (1941-), romancier, poète, essayiste, Cicatrices (1985)...
- Michèle Montantin (1943-), dramaturge, Vie & mort de Vaval (1991)
- Max Rippon (1944-), poète, nouvelliste, romancier, Pawòl naïf : recueil de textes libres (1987), Marie la gracieuse : racontage (2002)
- Jean Juraver (1945-), écrivain, journaliste, historien, poète, Le Sang du cactus (1984)
- Max Jeanne (1945-)[4],[5], romancier, nouvelliste, poète, La Chasse au racoon (1980), Tourbillon partenaire (chronique des Jours-soufrière) (2000), Ceci n'est pas un poing, Désastre vue mer, Western, Jivaros, Brisants...
- Fortuné Chalumeau (1945-)[6], entomologiste, romancier, Le Chien des mers (1988), Désirade, ô serpente ! (2006)...
- Roger Toumson (1946-), universitaire, essayiste, poète
- Daniel Maximin (1947-), romancier, poète, essayiste, L'isolé soleil (1981), Soufrières (987), L'Île et une nuit (1995)
- Simone Sow (1947-)[7], romancière, poétesse, J'ai caressé l'aile de l'ange (2004), Quelque chose de beau (2019)
- Frantz Succab (1947-), journaliste, pamphlétaire, dramaturge, D'isidan's ou L'arbre de l'oubli (2003), Bobo 1er, roi de personne (2015)…

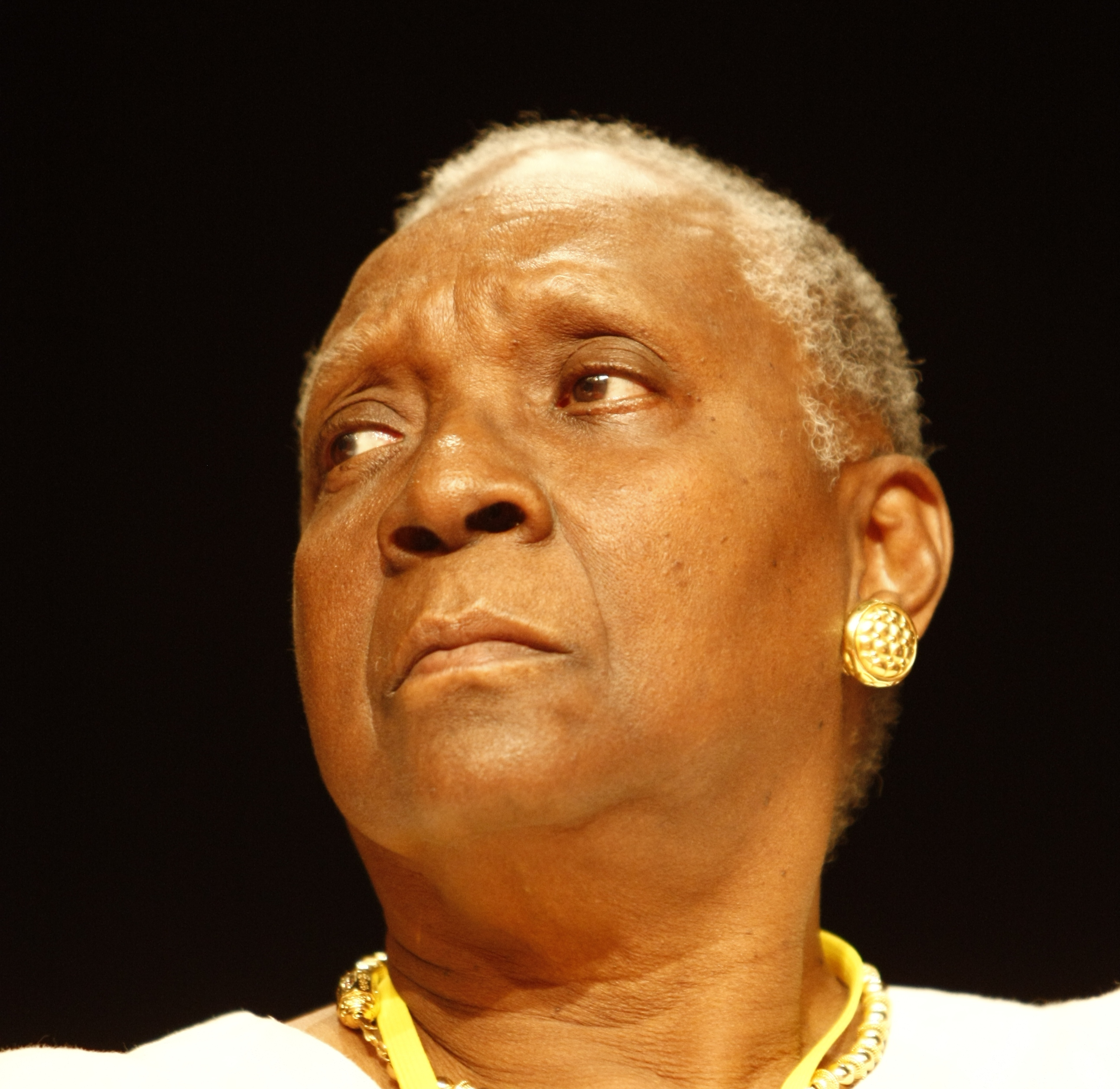
Maryse Condé.
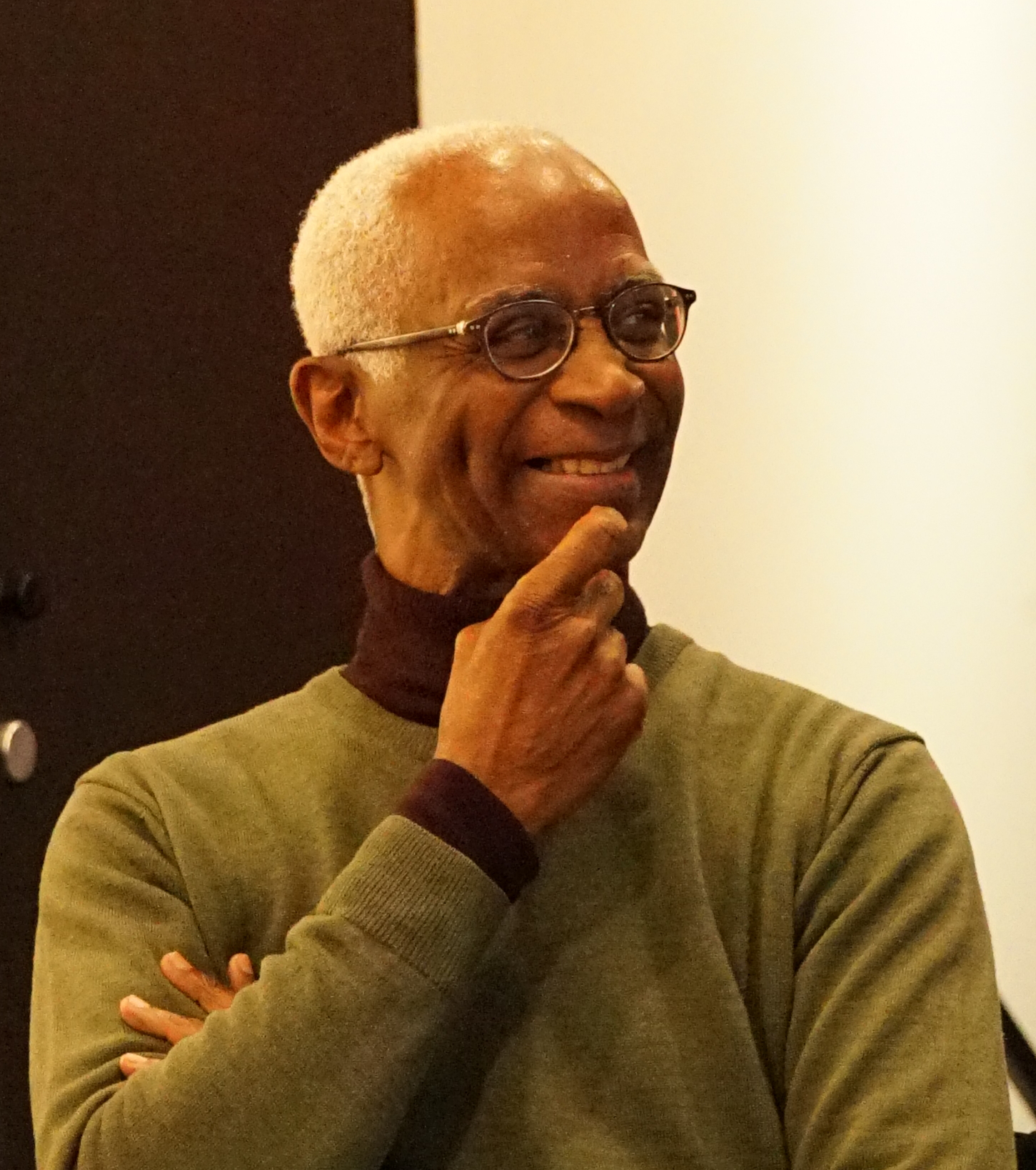
Daniel Maximin.

#### 1950
- Marie-Noëlle Recoque (Desfontaines, 1950-)[8], romancière, biographe, lexicographe, Débouya pa péché (Débrouillardise n'est pas péché) (2004)
- Micheline Rice-Maximin (1950 ?)[9], enseignante à Philadelphie, Karukéra : Présence littéraire de la Guadeloupe (1998)
- Maxette Olsson (1950-2020)[10], amatrice d'art, directrice de galerie, Kaj-Ficaja, le Cerveau Volant à la conquête de l´espace (1993)
- Marie-Christine Rochmann (1950?-)[11], L'esclave fugitif dans la littérature antillaise (2000), L'Afrique noire dans les imaginaires antillais (2011)
- Ernest Pépin (1950-), poète, nouvelliste, romancier, L’Homme-au-bâton (1992), Le chien fou (2006), Le bel incendie (2012)...
- Lémy Lémane Coco (1951-), poète, romancier, essayiste
- Alain Foix (1954-), écrivain, philosophe, dramaturge, metteur en scène
- Charles-Henri Maricel-Baltus (1954-), poète, romancier, dramaturge
- Luc Saint-Éloy (1955-),scénographe, nouvelliste
- Dominique Deblaine (ht) (1955-)[12], romancière, nouvelliste, Paroles d'une île vagabonde (2011), La rumeur des rives (2017)
- Gisèle Pineau (1956-), romancière, La Grande Drive des esprits (1993)
- Gerty Dambury (1957-), dramaturge, romancière, poétesse, Survol (1996), Les rétifs (2012)
- Bernard Leclaire (1959-), romancier, poète, Un visage dans la mer... (2000), La mare au punch (2009)
- José Jernidier (1959-)[13], comédien, dramaturge, metteur en scène

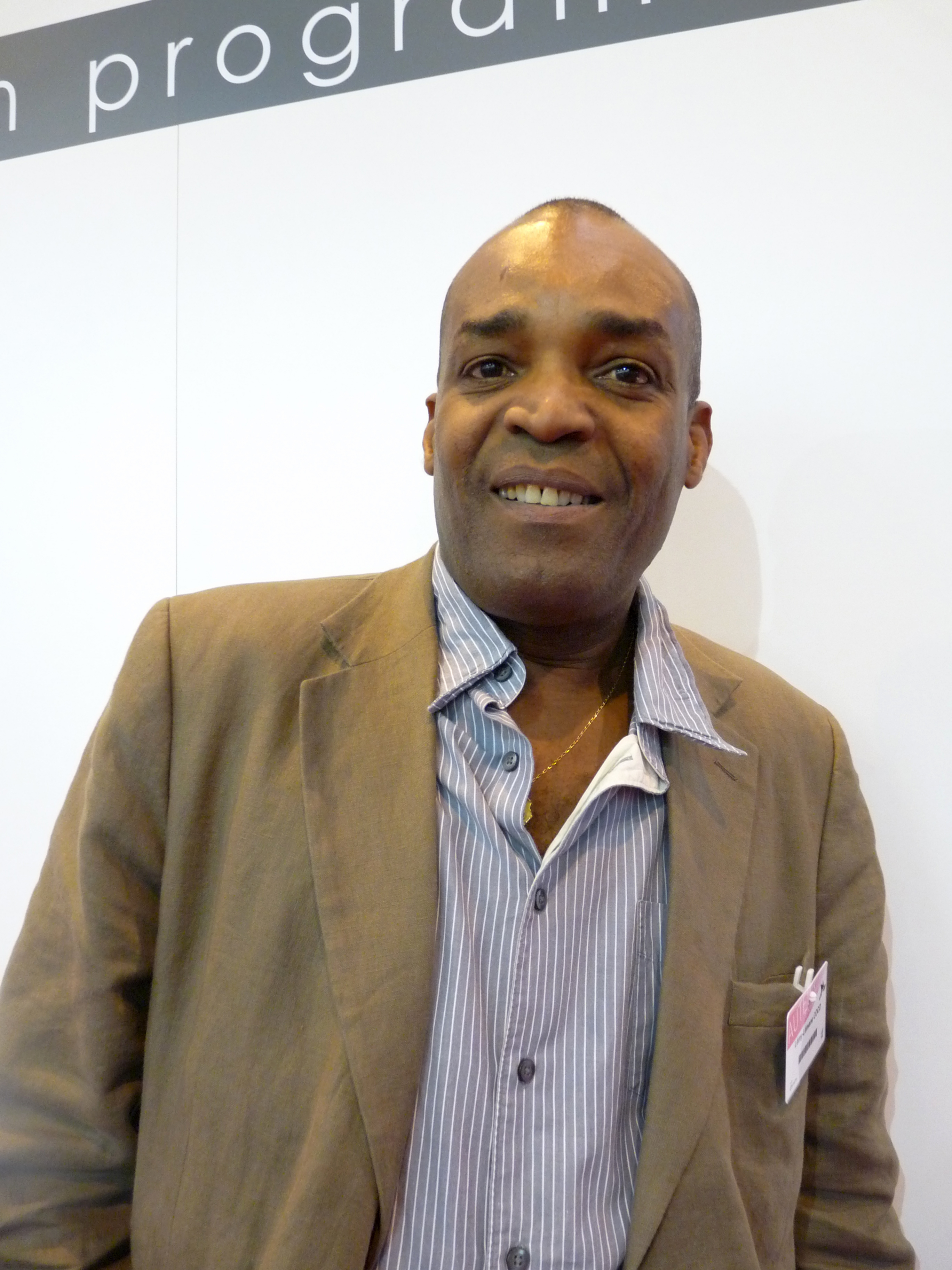
Lémy Lémane Coco.
Alain Foix.
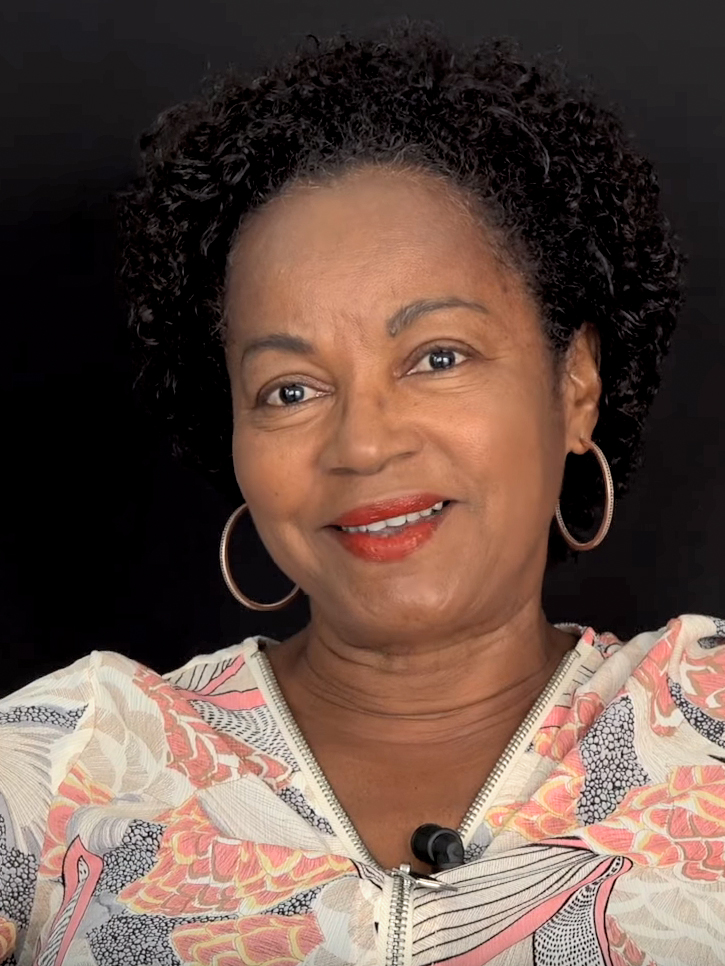
Gisèle Pineau.
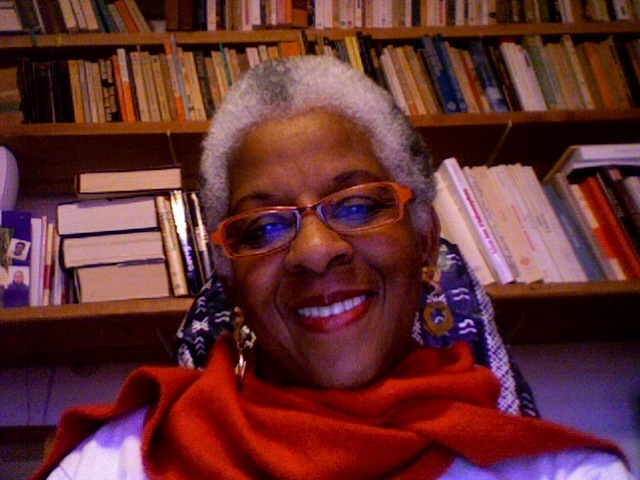
Gerty Dambury.

#### 1960
- Jean-Philippe Omotunde (1967-2022)[14], kémitiste

#### 1970
- Dominique Lancastre (1970c-)[15]
- Franck Salin, dit Frankito (1973-)[16],[17], journaliste, documentariste, Pointe-à-Pitre-Paris (2000, roman), Bòdlanmou pa Iwen (2005, théâtre, en créole, Comédie française), L’homme pas Dieu (2012, roman), Le grand frisson (2017)
- TiMalo (1974-)[18], poète, slameur, romancier
- Georges Cocks (1975-)[19]

### Diaspora
- Lilian Thuram (1972-), 8 juillet 1998 (2004), Mes étoiles noires - De Lucy à Barack Obama (2010), Manifeste pour l'égalité (2012), La pensée blanche (2020)
- Estelle-Sarah Bulle (1974-), Là où les chiens aboient par la queue (2018), Basses terres (2024)

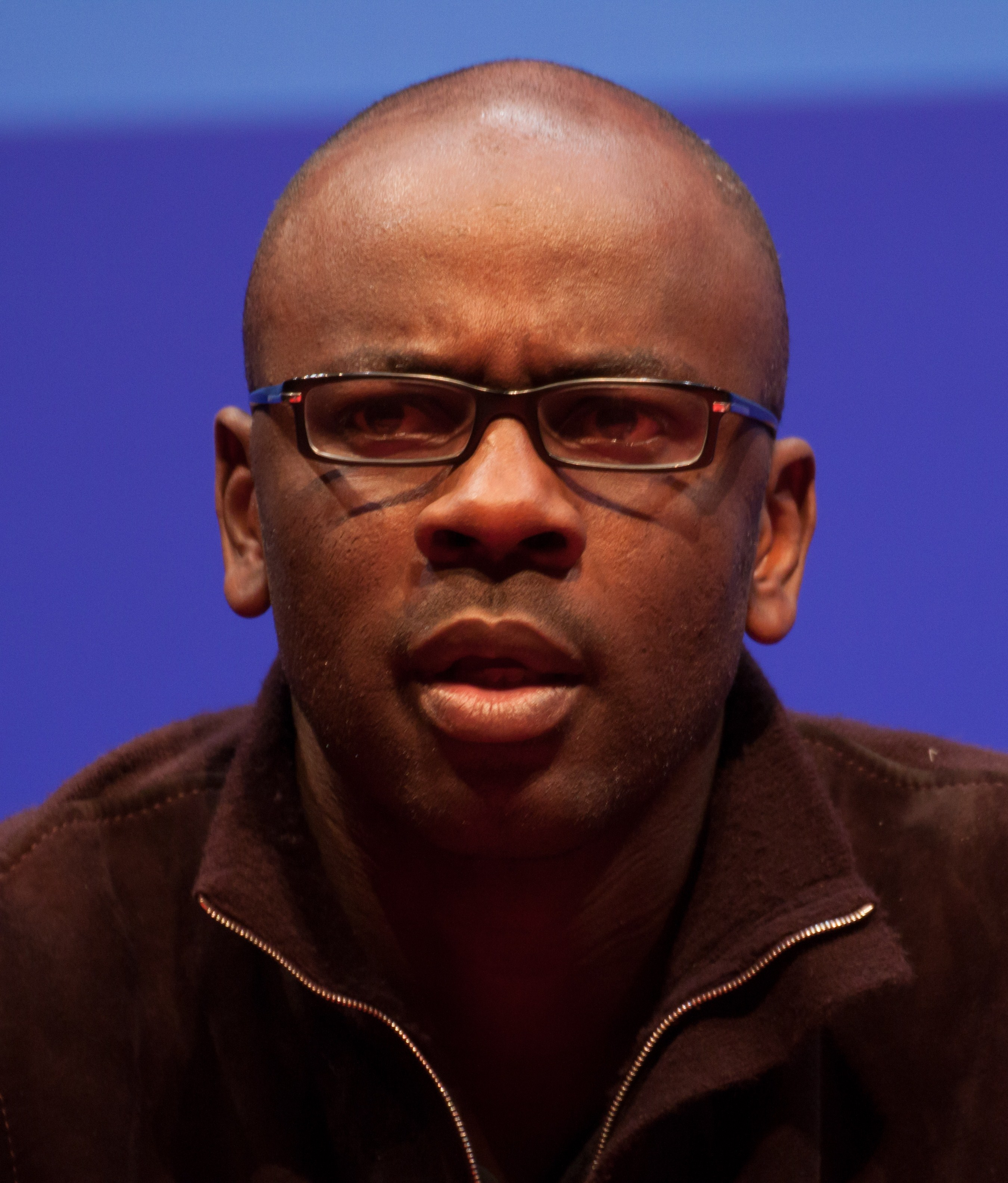
Lilian Thuram.
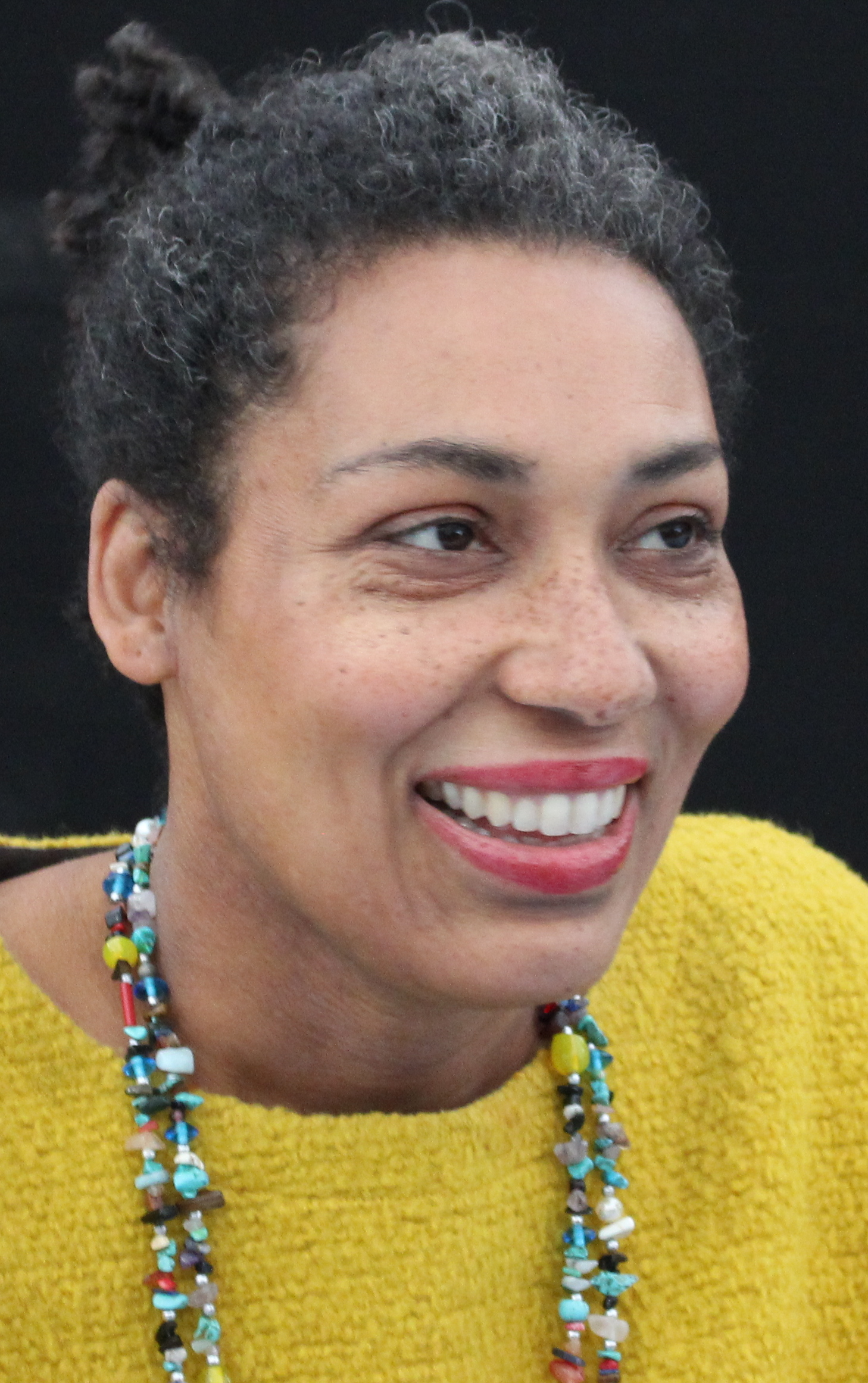
Estelle-Sarah Bulle.

## Poésie
- Poésie créole des Antilles, sur le site potomitan

## Institutions
- Prix littéraire des Caraïbes depuis 1965
- Prix RFO du livre (1995-2011)